# Баумгартен, Карл Иванович
Карл Иванович Баумгартен (нем. Karl Wilhelm von Baumgarten; 1768, Яскамоис — 26 июня 1831, Санкт-Петербург) — российский военный и государственный деятель, костромской губернатор (в 1816—1827 годах).

## Биография
Родился 7 (18) февраля 1768 года в Эстляндской губернии, в Яскамоисе (Яске). Происходил из эстляндского дворянского рода Баумгартенов.
В 1803 году получил звание полковника Муромского мушкетёрского полка. Во время русско-турецкой войны 1806—1812 годов командовал полком. В 1809 году получил звание шефа Крымского мушкетёрского полка, в 1815 году — генерал-майора в Тарнополе.
В 1821 году внесён вместе с потомством в матрикулы эстляндского рыцарства.

С 1816 по 1827 годы был костромским губернатором. Занимался озеленением Костромы, о чём директор местной гимназии Ю. Н. Бартенев в своих записках «Золотовская летопись» (1835) писал:

«Место этого сада занимал прежде овраг, исполненный нечистоты, частью бесполезный пустырь; почтенный старик К. И. Баумгартен уровнял это место, разбил впоследствии на оном бульвар и род английского сада, построил прекрасную в китайском вкусе беседку и сам пестовал возникающую жизнь. Я неоднократно видел его бродящим по саду с ножиком для обрезания ненужных ветвей. В саду были высажены каштаны».

С 1819 по 1822 годы по проекту архитектора В. П. Стасова возводятся овощные ряды. В центре Костромы выстроен жилой дом отставного генерала С. С. Борщова, ставшего влиятельной фигурой в губернии в период управления К. И. Баумгартена. Проводимые архитектурно-планировочные работы в правление при содействии губернатора исторический центр Костромы обрёл свой облик. Обширное строительство по всей губернии послужило удобным способом для постоянного хищения казённых средств, что оказалось сложно утаить ни от костромского общества, ни от вышестоящих властей. К. И. Баумгартен не только продолжал коррупционную политику, созданной ещё Н. Ф. Пасынковым, но намеренно назначал на ключевые посты продажных чиновников. Выборное дворянское самоуправление также подчинялось созданной системе, отчего наиболее совестливые «отклонялись от занятия мест даже самых почтеннейших, большею частию не приезжают и на выборы. Таким образом, Дворянское собрание наполняется наиболее такими только людьми, которые привлечены туда из видов корысти». Прикрывал деятельность Баумгартена в Петербурге упомянутый Борщов. Также поддержку оказывал член Государственного совета В. С. Ланской.
Делом заинтересовался лично шеф корпуса жандармов и начальник III отделения императорской канцелярии граф А. Х. Бенкендорф.  Губернатор со своими помощниками оказался замешан в махинациях с кизлярской водкой и не брезговал подменой донесений и рапортов, поступавших на его имя. Прибывшей для проверок комиссии сенатора Дурасова в 1827 году губернские чиновники, связанные круговой порукой, старались помешать:

«В первых числах февраля сего года от земских судов схвачены были у экономических крестьян черновые расходные тетради и почти по всей губернии истреблены. Известно, что в сих тетрадях крестьяне вписывают, для своих учётов, все поборы и подарки чиновникам».

По сообщению начальника 3-го отделения 2-го округа корпуса жандармов полковника Перфильева, в тот период по Костроме гулял стих:

«Громовая стрела,

Ударь в Губернское Правленье,

И в нём сожги дела

Для нашего спасенья».

Свою противозаконную деятельности уличённые в лихоимстве государственные служащие объясняли недостаточными окладами их жалований, а «открываемые здесь злоупотребления и упущения существуют повсеместно». Итогом ревизии стало отрешение от должностей и предание суду более 100 чиновников. В ноябре 1827 года был отправлен в отставку губернатор Баумгартен, который уехал в Петербург.
Преемником К. И. Баумгартена на посту костромского гражданского губернатора стал герой войны 1812 года, инициативный чиновник, бывший Архангельский гражданский губернатор Я. Ф. Ганскау.
Баумгартен был членом Министерства внутренних дел и Комитета по борьбе с холерой, от которой и скончался в Санкт-Петербурге 26 июня (8 июля) 1831 года; был похоронен на холерном кладбище.

### Семья
Первой женой была Франсуаза Рот. Затем он женился на Теофиль Серафиме Рот (17.6.1794—16.10.1837); так же как и муж, умерла от холеры, на шесть лет позднее.
Дети:
- Аполлон (1812—1865), генерал-майор
- Александр (1815—1883), генерал от инфантерии
- Евгений (1817—1880), генерал-лейтенант
- София Серафима (1818—1840)
- Иоганн Вильгельм (1821—1848), титулярный советник
- Аделаида Каролина (1828—?)
- Валериан (1829—1862)